# جيمس موبيرغ
جيمس موبيرغ (بالإنجليزية: James Moberg)‏ هو لاعب كرة قدم أمريكي في مركزي الوسط والدفاع، ولد في 16 أبريل 1994 في موديستو في الولايات المتحدة. لعب مع ريال موناركس.